# Phaeacius saxicola
Phaeacius saxicola är en spindelart som beskrevs av Fred R. Wanless 1981. Phaeacius saxicola ingår i släktet Phaeacius och familjen hoppspindlar. Inga underarter finns listade i Catalogue of Life.